# Феодор II Іринік
Феодор II Іринік (грец. Θεόδωρος Β' Εἰρηνικός; д/н — 31 січня 1216) — державний діяч Візантійської імперії, церковний діяч Нікейської імперії, константинопольський патріарх у 1214—1216 роках.

## Життєпис
Належав до роду чиновників та науковців. Здобув гарну та всебічну освіту, був відомий як розумна і фахова людина. Починав кар'єру як посадовець палацової канцелярії. Був ритором та іпатом філософів. У 1197 році після відсторонення імператорського фаворита Михайла Месопотаміта призначається він став епітома каніклія (ἐπὶ τοῦ κανικλείου) — хранителя імперської печатки. Згодом отримав посаду месадзона, тобто фактично став визначати зовнішню і внутрішню політику. Також отримав титул пансебаста-себаста. Вів себе на посаді стримано та обережно. Втім через це не зміг запобігти підготовці та початку Четвертого хрестового походу, спрямованого проти Візантії. Втратив посаду після повалення імператора Олексія III.
У квітні 1204 року Константинополь впав під час Четвертого хрестового походу. Феодор втік з міста і шукав притулку в Малій Азії. Там Феодор постригся в ченці. У 1209 році нікейський імператор Феодор I Ласкаріс призначив його на посаду хартофілакса Константинопольського патріархату, відновленого в Нікеї. Імператор також нагородив його титулом hypatos ton philosophon, престижним титулом, наданим голові філософського факультету в Константинополі. після смерті патріарха Михаїла IV фактично керував патріархатом.
28 вересня 1214 року був обраний патріархом Константинопольським. Його перебування на посаді було відзначено відкритою конфронтацією з католицькою церквою, особливо з приводу легітимності Константинопольського латинського патріархату та контролю католиків над грецьким православним населенням, яким керували на Балканах. Помер 1216 року. Новим патріархом став Максим II.